# Мирианашвили, Матвей Михайлович
Матвей Михайлович Мирианашвили (груз. მათე მიხეილის ძე მირიანაშვილი; 1906—1975) — советский и грузинский учёный в области теоретической физики, доктор физико-математических наук, профессор, академик АН Грузинской ССР (1974). Директор Института физики и геофизики АН Грузинской ССР (1943—1951).

## Биография
Родился 5 октября 1906 года в Тбилиси.
В 1930 году окончил физический факультет Тбилисского государственного университета. После окончания университета на научно-исследовательской работе в Харьковском физико-техническом институте, был учеником профессора Д. Д. Иваненко. 
С 1933 года на научно-педагогической работе в Тбилисском государственном университете: с 1933 по 1975 год — профессор и заведующий кафедрой общей физики и одновременно с 1959 по 1971 год — проректор этого университета. Одновременно с педагогической занимался научной работой с 1943 по 1951 год в качестве директора Института физики и геофизики АН Грузинской ССР.

### Научно-педагогическая деятельность и вклад в науку
Основная научно-педагогическая деятельность М. М. Мирианашвили была связана с вопросами в области теоретической физики, основные исследования связаны с вопросами в области общей теории относительности и теории ферритов, космологии и  квантовой электродинамике, им были предложены новые методы интегрирования уравнений Эйнштейна. Под его руководством были развиты и обобщены методы Швингера по вопросам поляризации вакуума и использовал этот метод для случая взаимодействия нуклонов с мезонами. 
В 1958 году защитил докторскую диссертацию на соискание учёной степени доктор физико-математических наук по теме: «Некоторые вопросы поляризации вакуума и нелинейной теории поля». В 1933 году ВАК СССР ему было присвоено учёное звание профессор. В 1961 году был избран член-корреспондентом, а в 1974 году — действительным членом  АН Грузинской ССР.  М. М. Мирианашвили было написано более ста научных работ, в том числе монографий и учебников для высших технических учебных заведений.
Скончался 23 января 1975 года в Тбилиси.

## Основные труды
- Некоторые вопросы поляризации вакуума и нелинейной теории поля. - Тбилис. гос. ун-т им. Сталина. - Тбилиси:  1958. - 189 с[4]